# コパノリチャード
コパノリチャード（欧字名:Copano Richard、2010年4月15日 - ）は、日本の競走馬・種牡馬。主な勝ち鞍は2014年の高松宮記念、阪急杯、2013年のアーリントンカップ、スワンステークス。

## 経歴

### デビューまで

#### 誕生までの経緯
ヒガシリンクスは、1999年に北海道日高町のヤナガワ牧場で生産された牝馬である。父はトニービン、三代母（母母の母）は、牧場が1991年にアメリカから繁殖牝馬として輸入したアルガリーである。アルガリーから広がった牝系には、ヤナガワ牧場で生産され、小林祥晃が所有し、2006年の福島民友カップ（OP）優勝、GIII2着4回の成績を残したコパノフウジンがいた。
ヒガシリンクスの馬体について牧場の評価は高く、牧場は将来的に繁殖牝馬として迎え入れようと決意。牧場代表の名義で競走馬となり、ホッカイドウ競馬でデビューする予定であった。しかし、デビュー前に屈腱炎を発症したために、未出走のまま引退。牧場で繁殖牝馬となった。
2003年に初仔を生産。それ以降、2009年までの6年間で5頭を生産していたが、産駒は馬格のない馬が多かった。そこで8年目、2009年の種付けでは、それを補う交配相手として、恵まれた馬格のダイワメジャーが初めて選ばれた。

#### 幼駒時代
2010年4月15日、ヤナガワ牧場にて、ヒガシリンクスの7番仔である黒鹿毛の牡馬（後のコパノリチャード）が誕生する。7番仔は、それまでの兄姉よりも充実した馬体を持ち合わせており、代表の梁川正晋によれば「贔屓目なしに見映えのするいい馬」「野武士のようなたくましさを持った馬」で、牧場の期待も大きかった。牧場を離れた後は、北海道新ひだか町の小国スティーブルに移動し、馴致や育成が施された。
コパノフウジンをきっかけに、ヤナガワ牧場の生産馬を毎年購入していた小林祥晃が、この7番仔を購入。小林は7番仔と初めて対面した際、「何をしでかすか分からない狂気のような危うさを感じた」だったと振り返り、育成牧場を訪れた際には「この馬（7番仔）は危ないから離れていてください」と注意されたという。
そのような姿を見た小林は、そのような馬につけようと温めていた馬名案、イングランドの暴君として知られるリチャード3世由来の「リチャード」を7番仔に採用。小林の用いる冠名「コパノ」と組み合わせ、「冠名+人名より」という説明を附して「コパノリチャード」と命名された。
コパノリチャードは、これまで小林のコパノフウジン、コパノジングーなどを管理していた、栗東トレーニングセンターの宮徹厩舎に入厩する。

### 競走馬時代

#### 2-3歳（2012-13年）
2012年11月4日、京都競馬場の新馬戦（芝1400メートル）に岩田康誠が騎乗し、2番人気でデビュー。スタートからハナを奪い、後方に2馬身差をつけて逃げ切り初勝利。それから12月2日、千両賞（500万円以下）は2番手で先行、最終コーナーで抜け出したが、直線でカオスモスにかわされ2着。年をまたいで、3歳、2013年1月12日の白梅賞（500万円以下）では、短期騎手免許で来日したイギリスの騎手、ウィリアム・ビュイックが騎乗。逃げて、直線では独走、後方に5馬身差をつけて入線し、2勝目となった。
続いて2月23日、アーリントンカップ（GIII）で重賞初出走。ビュイックが続投し、単勝オッズ2.2倍の1番人気の支持。千両賞で先着を許したカオスモスが3.3倍、重賞2着の経験があるラブリーデイが5.7倍という上位人気であった。スタートから先行、逃げ馬に次ぐ2番手に位置した。直線で抜け出し、背後から追うカオスモスに1馬身半差をつけて先頭で入線、重賞初勝利となった。
その後は、皐月賞（GI）、NHKマイルカップ（GI）に出走。中でも皐月賞は、馬主歴10年の小林にとって初のクラシック出走であった。それぞれ5番人気、4番人気の支持であったが、13着、8着に敗退。獲得賞金から東京優駿（日本ダービー）への出走も可能だったが見送り、放牧に出された。秋は、9月29日のポートアイランドステークス（OP）で復帰、浜中俊とコンビを結成した。古馬との初対決となり、17頭立てブービー賞となった。
それから10月26日のスワンステークス（GII）に出走。重賞3勝のマジンプロスパーが2.8倍、GI2勝のグランプリボスが4.6倍で1、2番人気を占める中、コパノリチャードは8番人気20.5倍であった。スタートからハナを奪って逃げ、最終コーナーでは2番手のマジンプロスパーに並ばれながら通過。直線では、マジンプロスパーが伸びあぐねる中、差を広げて独走となった。追い込む後続は、失速するマジンプロスパーを差し切ったのみ、それらに1馬身4分の3差をつけて先頭で入線した。重賞2勝目、3歳馬によるスワンステークス制覇は、2004年のタマモホットプレイ以来9年ぶりであった。
続いてマイルチャンピオンシップ（GI）は4着、阪神カップ（GII）は10着に敗れた。

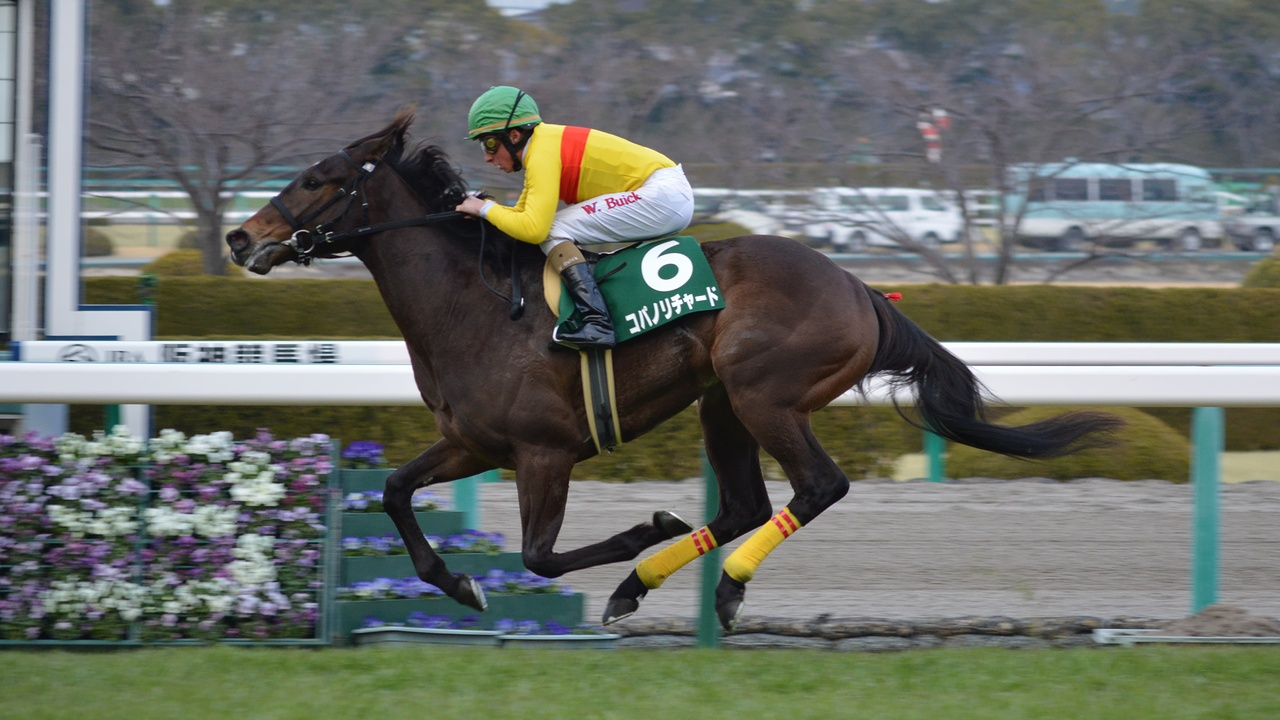
アーリントンC
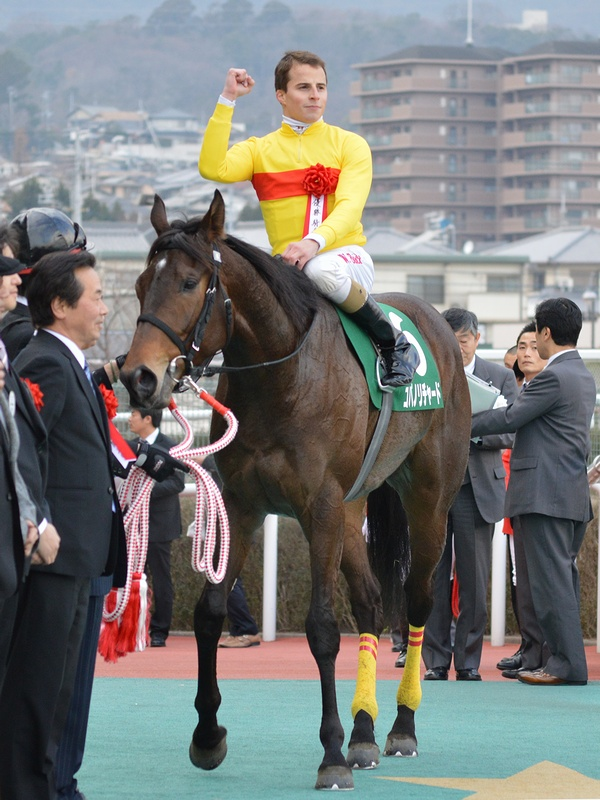
表彰式
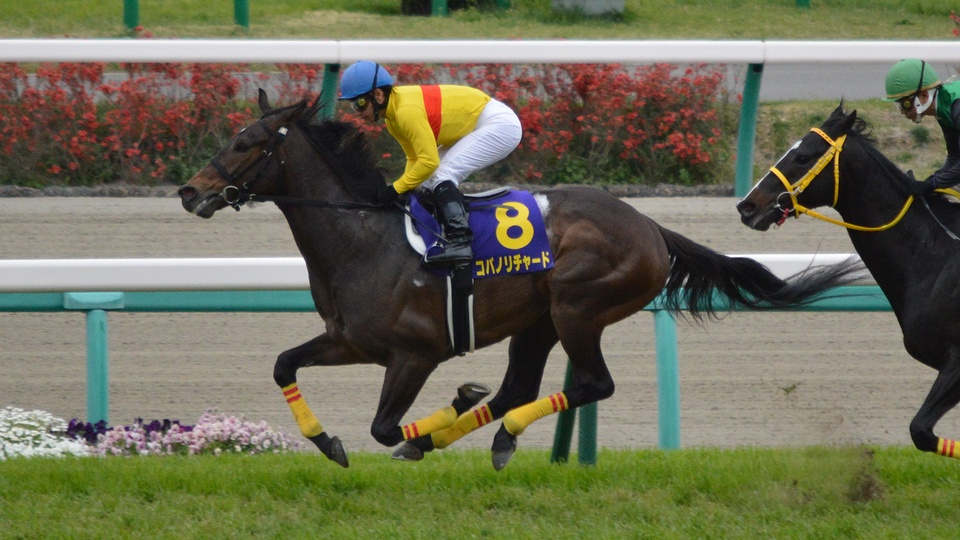
皐月賞
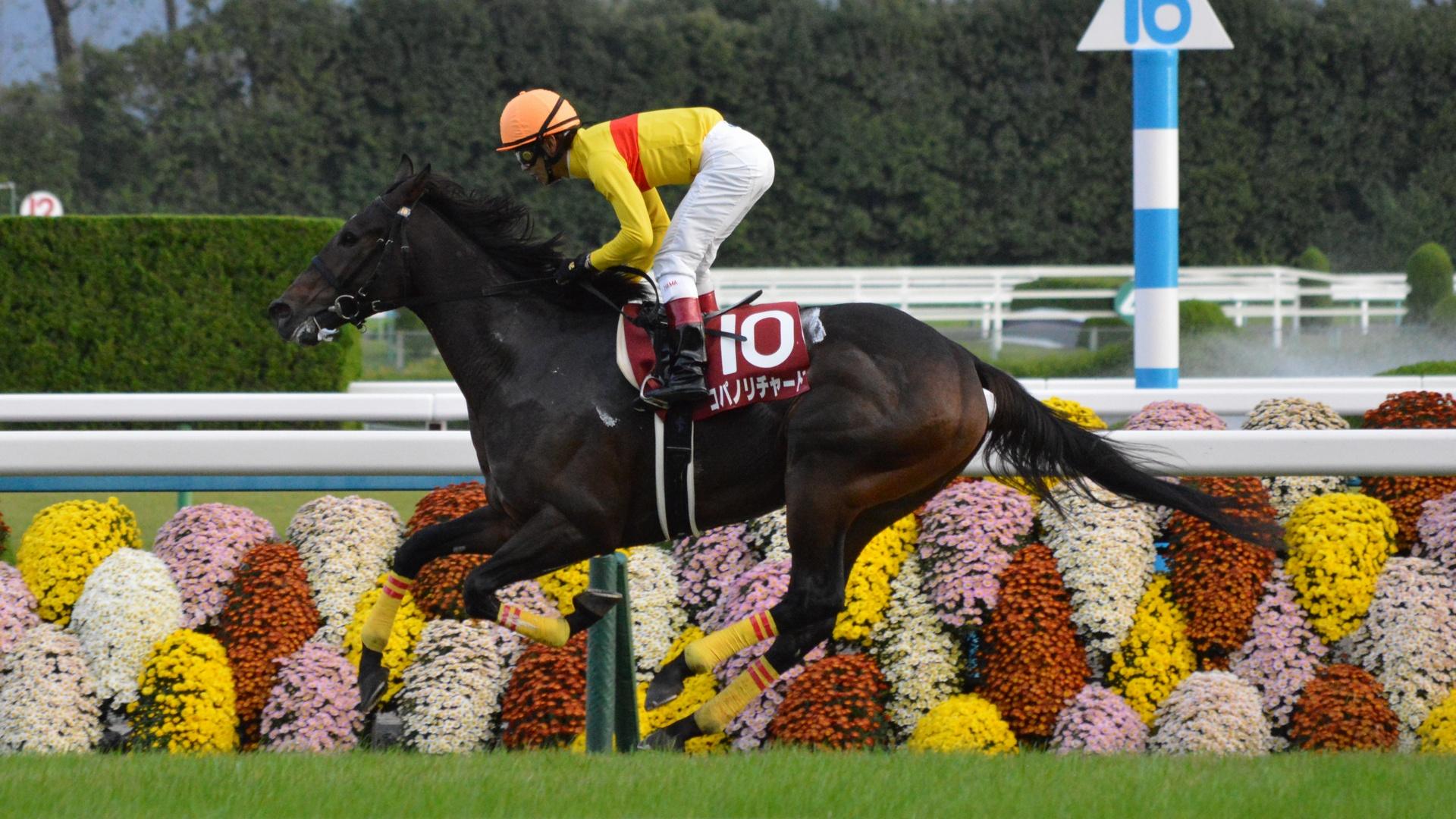
スワンS
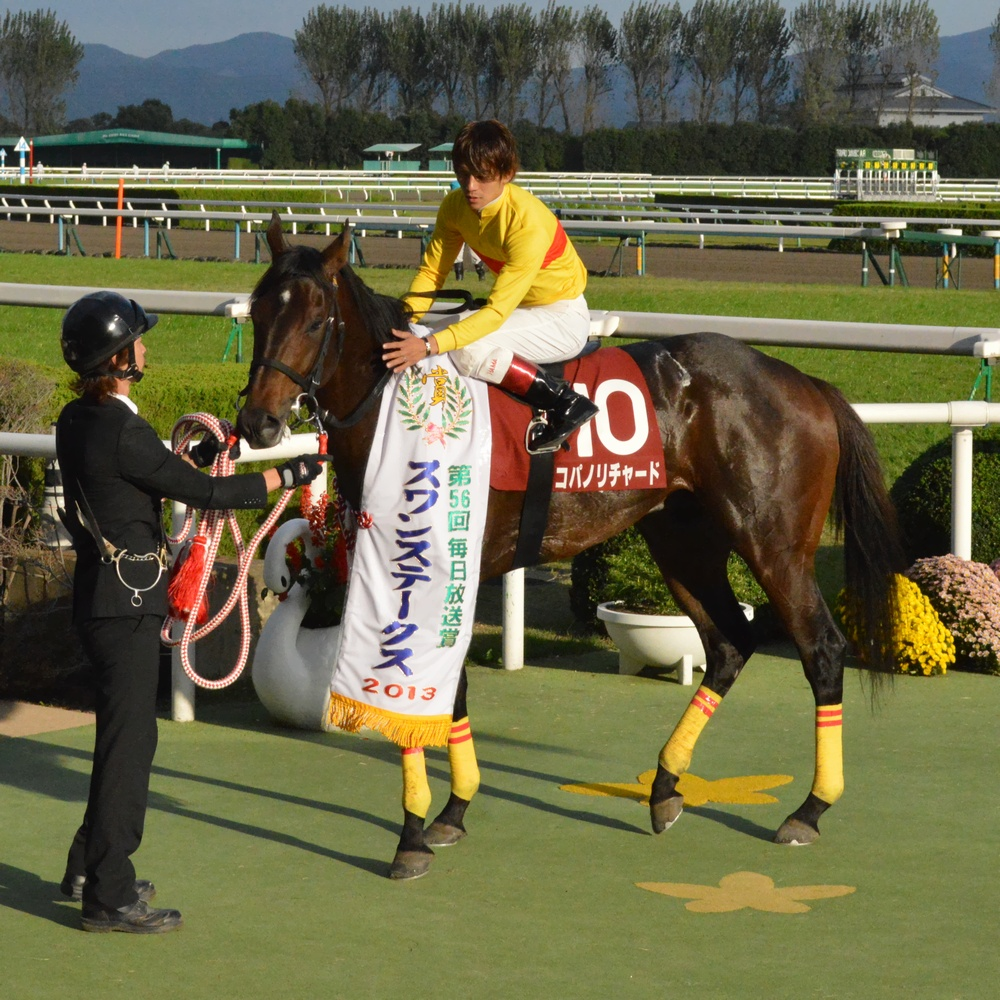
表彰式
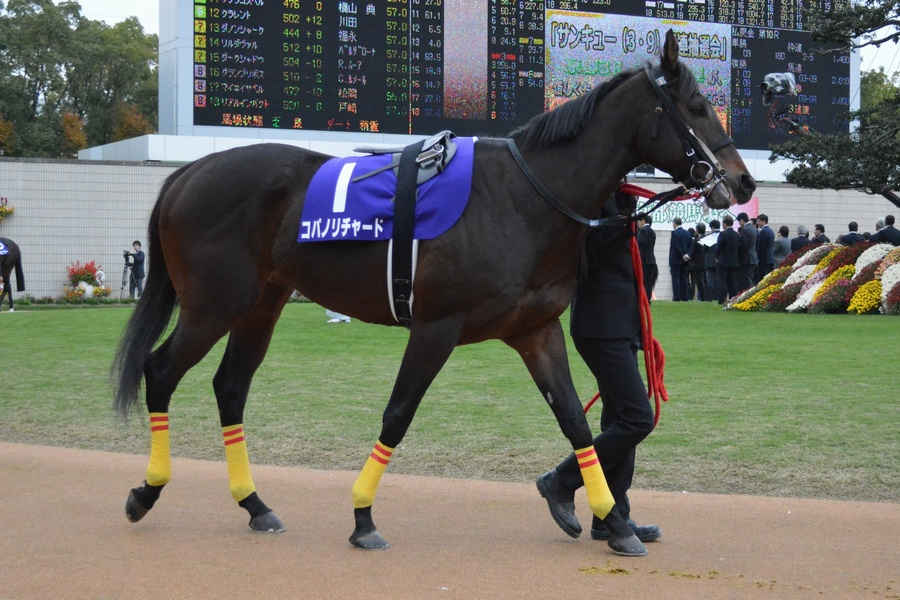
マイルCS

#### 4-5歳（2014-15年）
2014年3月2日、阪急杯（GIII）から始動。マイルチャンピオンシップ3着から参戦するダノンシャークが2.8倍の1番人気、コパノリチャードはそれに次ぐ2番人気、4.8倍であった。1枠1番からスタートしてハナを奪って逃げた。最終コーナーでは3番人気ガルボが迫ってきたが、直線で突き放して独走となった。追い込む後続は、ガルボをかわしたのみ、それらに4馬身差をつけて入線した。重賞3勝目、高松宮記念の優先出走権を獲得。逃げ切りによる阪急杯制覇は、2008年のローレルゲレイロ以来6年ぶりであった。前の週に行われたフェブラリーステークス（GI）は、コパノリチャードと同期で同じヤナガワ牧場生産、小林所有のコパノリッキーが優勝しており、ヤナガワ牧場と小林にとっては2週連続のJRA重賞優勝であった。

続いて3月30日、高松宮記念（GI）に出走、コパノリチャードにとって初めての1200メートル参戦であった。近5戦は浜中が騎乗し、重賞2勝を挙げていたが、ドバイに遠征したために騎乗不能となり、代わりに短期騎手免許で騎乗していたミルコ・デムーロに乗り替わった。当日はレース史上初となる不良馬場、加えて強風が吹く中での開催であった。前年の函館開催で出世し9戦連続2着以内、前走のシルクロードステークス（GIII）で重賞初勝利を挙げたストレイトガールが単勝オッズ2.6倍の1番人気、前年の高松宮記念3着、スプリンターズステークス2着のハクサンムーンが5.9倍の2番人気、コパノリチャードは、それに次ぐ7.7倍の3番人気であった。
スタートから15番人気エーシントップが逃げる中、コパノリチャードは先行し、3番手の好位、馬場の最も内側を進んだ。戦前にハクサンムーンが逃げ宣言をしていたが、出遅れており後方からとなっていた。最終コーナーのコパノリチャードは、馬場の最も内側から外側に持ち出して、馬場の中央から追い上げを開始。後方の馬も外に持ち出し、コパノリチャードより外側から追い上げを開始した。
コパノリチャードは伸びて、残り200メートル地点でエーシントップを捉えて先頭となり、以後、他の接近なく、独走状態となった。ゴール寸前にてデムーロは、両手を手綱から離して水平（左右）に伸ばす行為「飛行機ポーズ」を繰り出し、そのまま入線。大外から追い込んだスノードラゴンに、3馬身差をつけてGI初優勝となった。

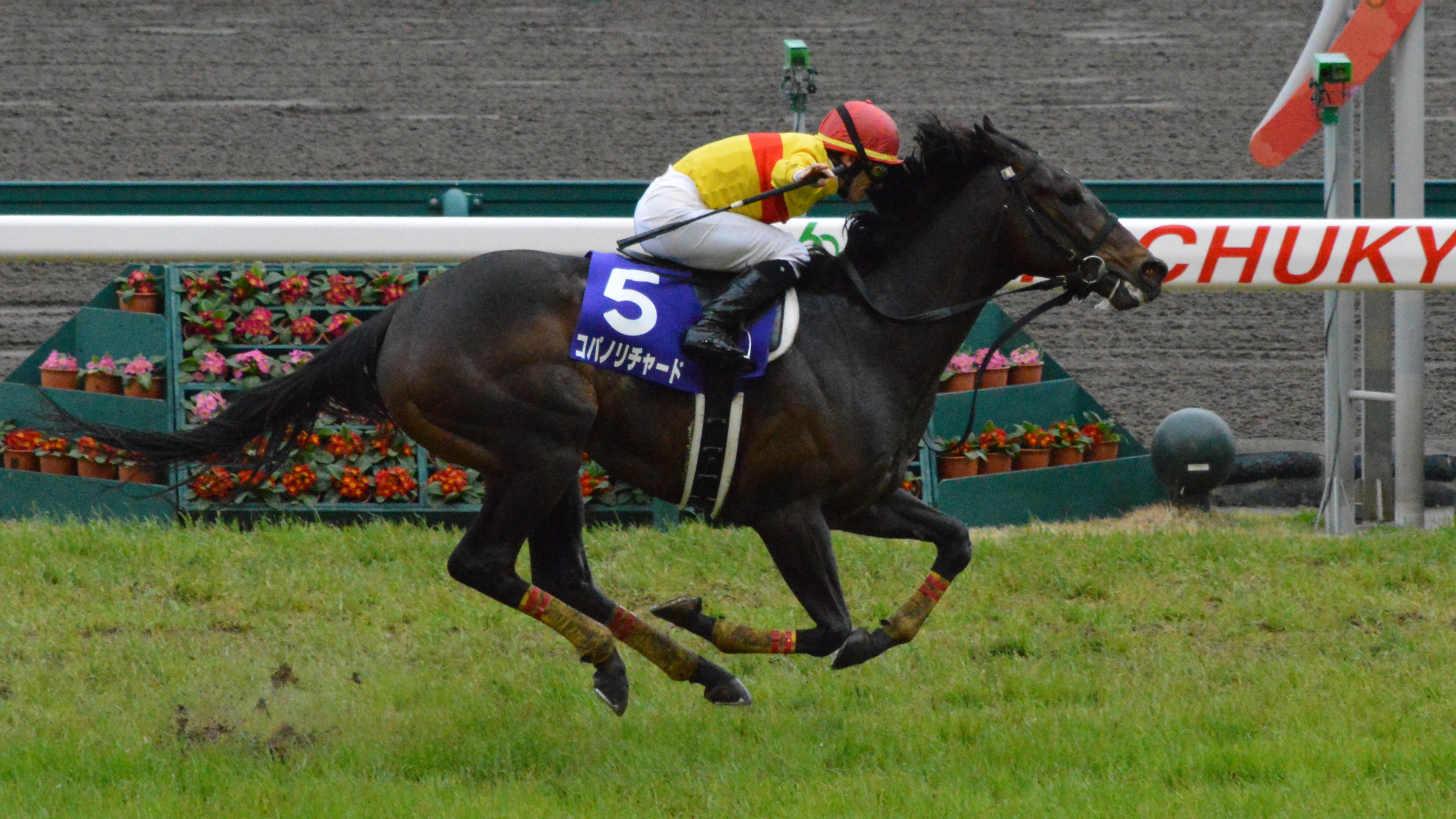
「飛行機ポーズ」をしながら入線する様子。

3馬身差の決着は、レース史上2位の着差。1分12秒2での決着はレース史上最も遅かった。4歳馬による勝利は、1996年フラワーパーク、2002年ショウナンカンプに続き3例目。1200メートル初体験の馬による勝利は、2006年オレハマッテルゼ以来2例目であった。またヤナガワ牧場と小林は、コパノリッキーで制したフェブラリーステークスに続いてJRAGIを連勝。GI競走が整備された1984年以降、開幕から同一馬主が連勝することは史上初めてのことであった。
またデムーロは、「決勝線手前での御法（騎乗ぶり）」に対して、過怠金が課された。デムーロにとって「飛行機ポーズ」の発動は、2007年中日新聞杯（JpnIII）、サンライズマックスで制して以来であり、2007年の過怠金は5万だったが、今回は10万円が課された。デムーロは「純粋なファンへの感謝のメッセージと、うれしい気持ちだけだった。それを理解してほしい」と語っている。
その後、短期放牧を挟んで臨んだ、5月17日の京王杯スプリングカップ（GII）は7着。安田記念（GI）は回避した。その後は、6月22日の函館スプリントステークス（GIII）か7月6日のCBC賞（GIII）、または休養の三択から、函館スプリントステークスを選択したが、右トモに筋肉痛の症状が見られたために回避。小国スティーブルで夏休みとなった。
秋は、9月10日に帰厩した。秋の目標を10月5日、新潟競馬場のスプリンターズステークス（GI）とし、前哨戦を用いずに直行。宮は「前哨戦を使うとなると、暑い時期から本格的な調教を始めなければなりませんし、鉄砲の利く馬なので」と理由を述べている。そのスプリンターズステークスでは、スタートで後手を踏み12着。11月3日のJBCスプリント（JpnI）では初めてダートに出走し、3番人気最下位となった。続いて12月27日の阪神カップでは、先行して直線で抜け出したが、外から追い上げたリアルインパクトに並ばれ、さらにダイワマッジョーレも加わって3頭での競り合いとなった。その3頭からコパノリチャードとリアルインパクトが勝り、2頭は馬体を併せたまま入線。リアルインパクトがハナ差先着しており、コパノリチャードは2着に敗れた。
5歳となった2015年は、前年と同様に阪急杯から高松宮記念に進み、6着、5着。それから11月29日までに4戦し、いずれも二桁着順。小林は「なかなか結果を出せなくなってしまったのは精神的なものである可能性が高いため、『これ以上、嫌な思いをさせてレースを走らせてはリチャードのためによくない』」と判断し、コパノリチャードの引退を決意。12月4日付けでJRAの競走馬登録を抹消した。

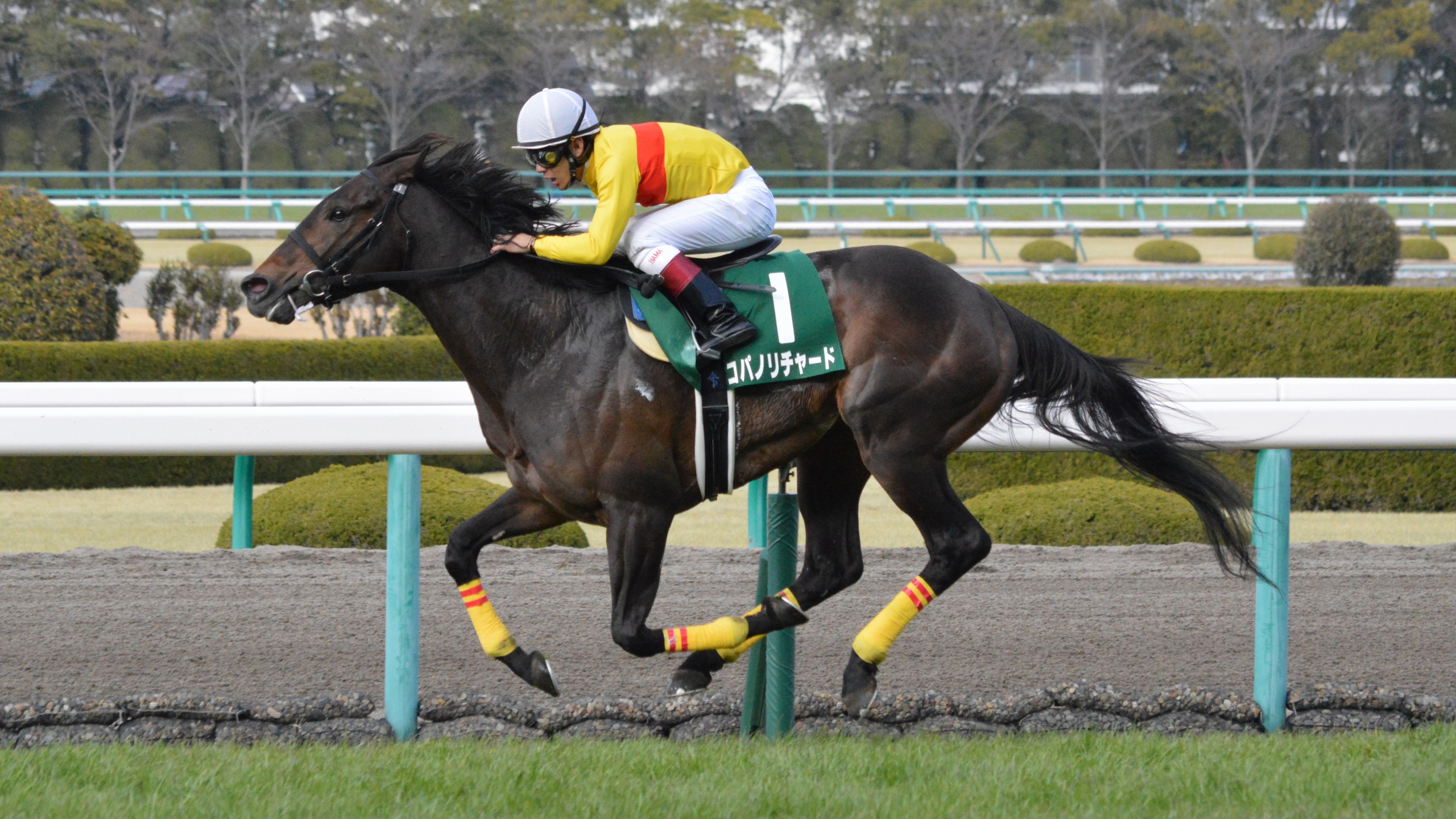
2014年阪急杯
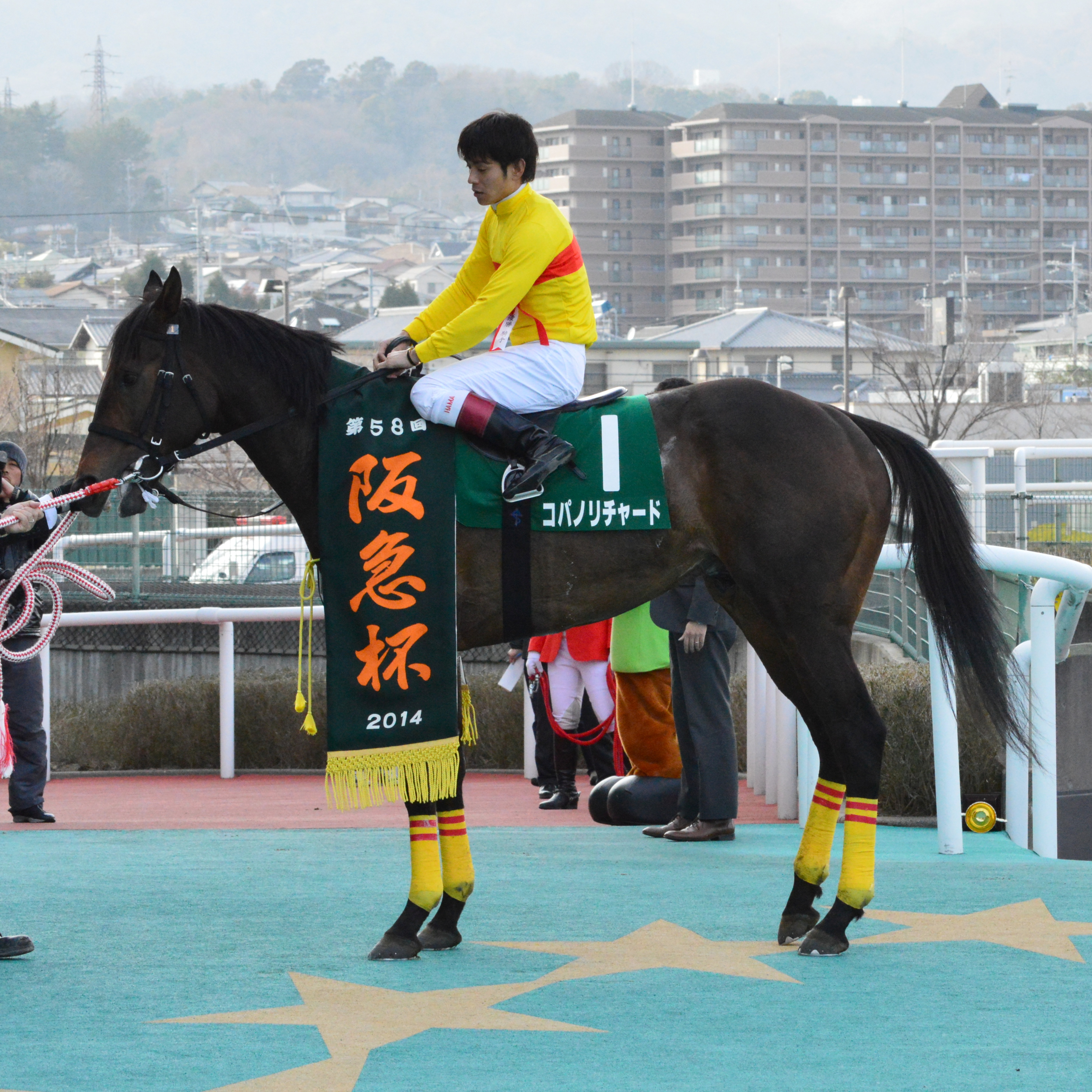
表彰式

### 種牡馬時代
引退後は、レックススタッドで種牡馬となった。初年度は16頭、2年目は46頭の繁殖牝馬を集めたが、それをピークに減少した。2021年シーズンを最後に種牡馬を引退。北海道新冠町のにいかっぷホロシリ乗馬クラブで乗馬に転向した。

## 競走成績
以下の内容は、netkeiba.comおよびJBISサーチの情報に基づく。
| 競走日     | 競馬場 | 競走名            | 格      | 距離 （馬場） | 頭 数 | 枠 番 | 馬 番 | オッズ （人気） | 着順 | タイム （上り3F） | 着差 | 騎手          | 斤量 [kg] | 1着馬 （2着馬）        | 馬体重 [kg] |
| ---------- | ------ | ----------------- | ------- | ------------- | ----- | ----- | ----- | --------------- | ---- | ----------------- | ---- | ------------- | --------- | ---------------------- | ----------- |
| 2012.11.04 | 京都   | 2歳新馬           |         | 芝1400m（良） | 17    | 5     | 10    | 04.20（2人）    | 01着 | 1:21.3（34.6）    | -0.3 | 0岩田康誠     | 55        | （エールブリーズ）     | 496         |
| 0000.12.02 | 阪神   | 千両賞            | 500万下 | 芝1600m（良） | 12    | 7     | 9     | 03.30（2人）    | 02着 | 1:33.6（35.7）    | -0.2 | 0福永祐一     | 55        | カオスモス             | 490         |
| 2013.01.12 | 京都   | 白梅賞            | 500万下 | 芝1600m（良） | 16    | 5     | 10    | 01.60（1人）    | 01着 | 1:33.9（34.7）    | -0.8 | 0W.ビュイック | 56        | （プリムラブルガリス） | 482         |
| 0000.02.23 | 阪神   | アーリントンC     | GIII    | 芝1600m（良） | 10    | 6     | 6     | 02.20（1人）    | 01着 | 1:34.8（34.0）    | -0.2 | 0W.ビュイック | 56        | （カオスモス）         | 482         |
| 0000.04.14 | 中山   | 皐月賞            | GI      | 芝2000m（良） | 18    | 4     | 8     | 16.40（5人）    | 13着 | 1:59.5（37.4）    | -1.5 | 0内田博幸     | 57        | ロゴタイプ             | 490         |
| 0000.05.05 | 東京   | NHKマイルC        | GI      | 芝1600m（良） | 18    | 5     | 9     | 07.00（4人）    | 08着 | 1:33.1（35.3）    | -0.4 | 0福永祐一     | 57        | マイネルホウオウ       | 490         |
| 0000.09.29 | 阪神   | ポートアイランドS | OP      | 芝1600m（良） | 17    | 4     | 8     | 05.90（2人）    | 16着 | 1:35.8（39.0）    | -2.9 | 0浜中俊       | 54        | ドリームバスケット     | 494         |
| 0000.10.26 | 京都   | スワンS           | GII     | 芝1400m（稍） | 13    | 7     | 10    | 20.50（8人）    | 01着 | 1:20.8（34.0）    | -0.3 | 0浜中俊       | 54        | （ダイワマッジョーレ） | 490         |
| 0000.11.17 | 京都   | マイルCS          | GI      | 芝1600m（良） | 18    | 1     | 1     | 14.50（6人）    | 04着 | 1:33.0（34.7）    | -0.6 | 0浜中俊       | 56        | トーセンラー           | 488         |
| 0000.12.23 | 阪神   | 阪神C             | GII     | 芝1400m（良） | 18    | 8     | 16    | 06.70（2人）    | 10着 | 1:22.0（35.1）    | -0.6 | 0浜中俊       | 56        | リアルインパクト       | 482         |
| 2014.03.02 | 阪神   | 阪急杯            | GIII    | 芝1400m（良） | 16    | 1     | 1     | 04.80（2人）    | 01着 | 1:20.7（35.8）    | -0.7 | 0浜中俊       | 57        | （サンカルロ）         | 488         |
| 0000.03.30 | 中京   | 高松宮記念        | GI      | 芝1200m（不） | 18    | 3     | 5     | 07.70（3人）    | 01着 | 1:12.2（37.2）    | -0.5 | 0M.デムーロ   | 57        | （スノードラゴン）     | 484         |
| 0000.05.17 | 東京   | 京王杯SC          | GII     | 芝1400m（良） | 15    | 3     | 4     | 02.30（1人）    | 07着 | 1:20.4（35.7）    | -0.7 | 0浜中俊       | 58        | レッドスパーダ         | 494         |
| 0000.10.05 | 新潟   | スプリンターズS   | GI      | 芝1200m（良） | 18    | 3     | 6     | 08.80（3人）    | 12着 | 1:09.2（34.1）    | -0.4 | 0浜中俊       | 57        | スノードラゴン         | 494         |
| 0000.11.03 | 盛岡   | JBCスプリント     | JpnI    | ダ1200m（重） | 16    | 1     | 2     | 04.20（3人）    | 16着 | 1:11.9（38.3）    | -2.9 | 0武豊         | 57        | ドリームバレンチノ     | 486         |
| 0000.12.27 | 阪神   | 阪神C             | GII     | 芝1400m（良） | 18    | 8     | 18    | 07.50（3人）    | 02着 | 1:20.7（34.8）    | -0.0 | 0武豊         | 57        | リアルインパクト       | 492         |
| 2015.03.01 | 阪神   | 阪急杯            | GIII    | 芝1400m（不） | 16    | 5     | 9     | 01.90（1人）    | 06着 | 1:24.4（37.2）    | -0.6 | 0武豊         | 58        | ダイワマッジョーレ     | 494         |
| 0000.03.29 | 中京   | 高松宮記念        | GI      | 芝1200m（稍） | 18    | 8     | 17    | 07.70（5人）    | 05着 | 1:09.3（34.7）    | -0.8 | 0武豊         | 57        | エアロヴェロシティ     | 492         |
| 0000.06.21 | 函館   | 函館スプリントS   | GIII    | 芝1200m（良） | 16    | 4     | 7     | 04.00（1人）    | 14着 | 1:09.4（36.2）    | -1.1 | 0武豊         | 57        | ティーハーフ           | 496         |
| 0000.10.04 | 中山   | スプリンターズS   | GI      | 芝1200m（良） | 15    | 8     | 15    | 27.5（10人）    | 13着 | 1:08.9（33.9）    | -0.8 | 0M.デムーロ   | 57        | ストレイトガール       | 490         |
| 0000.10.31 | 京都   | スワンS           | GII     | 芝1400m（良） | 15    | 4     | 7     | 16.40（7人）    | 12着 | 1:21.4（35.2）    | -1.2 | 0藤岡康太     | 57        | アルビアーノ           | 492         |
| 0000.11.29 | 京都   | 京阪杯            | GIII    | 芝1200m（良） | 15    | 7     | 12    | 42.3（10人）    | 14着 | 1:09.4（35.2）    | -2.0 | 0古川吉洋     | 58        | サトノルパン           | 494         |

## 種牡馬成績
以下の内容は、JBISサーチの情報に基づく。
| 種付年度 | 種付頭数 | 生産頭数 | 血統登録頭数 | 出走頭数 | 勝馬頭数 | AEI  | CPI  |
| -------- | -------- | -------- | ------------ | -------- | -------- | ---- | ---- |
| 2016     | 16       | 10       | 10           | 10       | 8        | 0.75 |      |
| 2017     | 46       | 32       | 32           | 26       | 14       | 0.42 |      |
| 2018     | 41       | 17       | 17           | 14       | 7        | 0.74 |      |
| 2019     | 26       | 18       | 17           |          |          |      |      |
| 2020     | 18       | 0        | 2            |          |          |      |      |
| 合計     | 合計     | 合計     | 78           | 50       | 29       | 0.51 | 0.51 |

- 情報は、2021年12月11日時点。
- 出走頭数、勝馬頭数、アーニングインデックス、コンパラブルインデックスは、平地競走に限る。

### 主な産駒

#### 地方重賞優勝馬
- 2017年産
  - コパノキャリー（2019年ビギナーズカップ）[80]
  - キモンルビー（2022年・2023年船橋記念、2023年川崎スパーキングスプリント、習志野きらっとスプリント）[81]
- 2019年産
  - グットクレンジング（2022年ダイヤモンドカップ、東北優駿）[82]
  - ダイセンメイト（2024年早池峰スーパースプリント）[83]
- 2020年産
  - メンコイボクチャン（2023年若潮スプリント）[84]
- 2022年産
  - ユウユウコラソン（2025年イーハトーブマイル）[85]

## 血統表
| コパノリチャードの血統      | コパノリチャードの血統                               | コパノリチャードの血統             | （血統表の出典）                   | （血統表の出典） |
| 父系                        | サンデーサイレンス系（ヘイロー系）                   | サンデーサイレンス系（ヘイロー系） | サンデーサイレンス系（ヘイロー系） | [ § 2 ]          |
| 父 ダイワメジャー 2001 栗毛 | 父の父*サンデーサイレンス Sunday Silence 1986 青鹿毛 | Halo                               | Hail to Reason                     | Hail to Reason   |
| 父 ダイワメジャー 2001 栗毛 | 父の父*サンデーサイレンス Sunday Silence 1986 青鹿毛 | Halo                               | Cosmah                             |                  |
| 父 ダイワメジャー 2001 栗毛 | 父の父*サンデーサイレンス Sunday Silence 1986 青鹿毛 | Wishing Well                       | Understanding                      | Understanding    |
| 父 ダイワメジャー 2001 栗毛 | 父の父*サンデーサイレンス Sunday Silence 1986 青鹿毛 | Wishing Well                       | Mountain Flower                    |                  |
| 父 ダイワメジャー 2001 栗毛 | 父の母スカーレットブーケ 1988 栗毛                   | *ノーザンテースト                  | Northern Dancer                    | Northern Dancer  |
| 父 ダイワメジャー 2001 栗毛 | 父の母スカーレットブーケ 1988 栗毛                   | *ノーザンテースト                  | Lady Victoria                      |                  |
| 父 ダイワメジャー 2001 栗毛 | 父の母スカーレットブーケ 1988 栗毛                   | *スカーレットインク                | Crimson Satan                      | Crimson Satan    |
| 父 ダイワメジャー 2001 栗毛 | 父の母スカーレットブーケ 1988 栗毛                   | *スカーレットインク                | Consentida                         |                  |
| 母 ヒガシリンクス 1999 鹿毛 | 母の父*トニービン Tony Bin 1983 鹿毛                 | *カンパラ                          | Kalamoun                           | Kalamoun         |
| 母 ヒガシリンクス 1999 鹿毛 | 母の父*トニービン Tony Bin 1983 鹿毛                 | *カンパラ                          | State Pension                      |                  |
| 母 ヒガシリンクス 1999 鹿毛 | 母の父*トニービン Tony Bin 1983 鹿毛                 | Severn Bridge                      | Hornbeam                           | Hornbeam         |
| 母 ヒガシリンクス 1999 鹿毛 | 母の父*トニービン Tony Bin 1983 鹿毛                 | Severn Bridge                      | Priddy Fair                        |                  |
| 母 ヒガシリンクス 1999 鹿毛 | 母の母ビッグラブリー 1992 鹿毛                       | Caerleon                           | Nijinsky                           | Nijinsky         |
| 母 ヒガシリンクス 1999 鹿毛 | 母の母ビッグラブリー 1992 鹿毛                       | Caerleon                           | Foreseer                           |                  |
| 母 ヒガシリンクス 1999 鹿毛 | 母の母ビッグラブリー 1992 鹿毛                       | *アルガリー                        | Blushing Groom                     | Blushing Groom   |
| 母 ヒガシリンクス 1999 鹿毛 | 母の母ビッグラブリー 1992 鹿毛                       | *アルガリー                        | *シンティレート                    |                  |
| 母系(F-No.)                 | (FN:6-b)                                             | (FN:6-b)                           | (FN:6-b)                           | [ § 3 ]          |
| 5代内の近親交配             | Northern Dancer 4×5                                  | Northern Dancer 4×5                | Northern Dancer 4×5                | [ § 4 ]          |
| 出典                        | 1. 2. 3. 4.                                          | 1. 2. 3. 4.                        | 1. 2. 3. 4.                        | 1. 2. 3. 4.      |

- 半兄にかきつばた記念3着などダートグレード競走入着3回、名古屋競馬重賞7勝のサイモンロードがいる[88]。